# 矩尺座γ2
矩尺座γ2（γ2 Nor）是矩尺座的最亮星，视星等4.02。距离地球129光年，是一个恒星分类G8III的黄巨星，质量为太阳的2倍多，已经膨胀到太阳直径的10倍。它是一个光学双星，有一个仅为视线上的10等伴星。
矩尺座γ¹是附近比它暗将近1等的恒星。